# Неоімперсіонізм
Неоімпресіонізм (фр. néoimpressionnisme) — течія в західноєвропейському живопису кінця XIX — початку XX століть, представники якої розвивали суб'єктивістські тенденції імпресіонізму, намагалися обґрунтувати й надати методичного характеру прийомам розкладання складних тонів на чисті кольори; твори неоімпресіоністів нагадують мозаїку, в них втрачено матеріальність передачі реальних явищ. Ця течія виникла у Франції близько 1885 (головні представники Ж. Сера і П. Синьяк) і отримала поширення, в Бельгії (Т. ван Рейселберге), Італії (Дж. Сегантіні) та інших країнах. Розвиваючи тенденції пізнього імпресіонізму (підвищений інтерес до оптичних явищ), прибічники неоімпресіонізму прагнули прикласти до мистецтва сучасні відкриття в області оптики, додавши методичний характер прийомам розкладання складних тонів на чисті кольори. Майстри неоімпресіонізму намагалися подолати випадковість, фрагментарність композицій імпресіонізму, вдавалися до площинно-декоративного рішення. При цьому розсудливий метод неоімпресіонізму часто приводив до переважання холодного інтелектуалізму, до деякої сухості і абстрагованості образу.